# مواسير (لاعب كرة قدم مواليد 1989)
مواسير هو لاعب كرة قدم برازيلي في مركز الوسط، ولد في 3 يناير 1989 في Mairinque ‏ في البرازيل. لعب مع إشتوريل برايا وجمعية بورتوغيزا الرياضية ونادي أورينبورغ ونادي اتلتيكو سوروكابا ونادي إيتوانو ونادي بوتافوغو اس بي ونادي بونتي بريتا ونادي ساو كايتانو ونادي موجي ميريم.